# Parti de la Nouvelle Aspiration
Le Parti de la Nouvelle aspiration (en anglais : New Aspiration Party, parfois abrégé NAP ; en thaï : พรรคความหวังใหม่, parfois abrégé ควม. ; RTGS : Phak Kwarm Wang Mai) est un parti politique populiste thaïlandais fondé en 1990 par Chawalit Yongchaiyut, ancien commandant en chef de l'Armée royale thaïlandaise et classé au centre de l'échiquier politique.

## Historique
Le parti est fondé le 11 octobre 1990 à Songkhla. Le 16 octobre, la première assemblée générale du parti élit Chawalit Yongchaiyut, ancien militaire et commandant en chef de l'Armée royale, à la tête du parti.
Le parti participe pour la première fois à une échéance électorale en 1992, lors des élections législatives du 22 mars, où il arrivera en 3e position en nombre de sièges obtenus à la Chambre des représentants (72 sur 360) mais en tête en nombre de voix (près de 10 millions) et en suffrages (22,42%). Alors qu'elle allait faire partie de l'opposition à la Chambre, le général Suchinda Khraprayun est nommé Premier ministre à la place du chef du parti arrivé en tête lors des élections (Narong Wongwan, du parti Justice Unity), après le coup d'État de février 1991, ce qui provoque de nombreuses contestations, notamment les événements dit du Mai noir (thaï : พฤษภาทมิฬ ; RTGS : Phruetsapha Thamin), avec 200 000 personnes contre le gouvernement de Khraprayun. Le parti de la Nouvelle aspiration fait partie des partis politiques qui se sont opposés au gouvernement.
Lors des élections législatives de 1996, le parti arrive en tête et forme un gouvernement de coalition dont il est le premier parti avec Chawalit Yongchaiyut, nommé alors Premier ministre. Il démissionne cependant en 1997 lors de la crise économique asiatique.
Lors des élections législatives de 2001, le parti rentre à son tour dans un gouvernement de coalition, celui du Thai Rak Thai (TRT) mené par Thaksin Shinawatra. Chawalit Yongchaiyut y devient par ailleurs vice-Premier ministre. En 2002, le parti fusionne avec le TRT peu après les élections, mais certains s'y opposent : certains se tournent alors vers le Parti démocrate ou recréent leurs partis. Chingchai Mongkoltham, membre du parti, préfère refonder le parti avec plusieurs autres membres dès mai 2002.
Depuis les élections de 2007, le parti n'a plus de sièges à la Chambre des représentants mais présente tout de même des candidats à chaque élection.

## Résultats électoraux

### Élections législatives
| Année      | Tête de liste                | Voix                         | Voix                         | %                            | %                            | Sièges                                                    | Rang                         | Rang                         | Gouvernement                 |
| Année      | Tête de liste                | SM                           | SP                           | SM                           | SP                           | Sièges                                                    | SM                           | SP                           | Gouvernement                 |
| ---------- | ---------------------------- | ---------------------------- | ---------------------------- | ---------------------------- | ---------------------------- | --------------------------------------------------------- | ---------------------------- | ---------------------------- | ---------------------------- |
| mar. 1992  | Chawalit Yongchaiyut         | 9 980 150                    |                              | 22,42                        |                              | 72 / 360                                                  | 3e                           |                              |                              |
| sept. 1992 | Chawalit Yongchaiyut         | 6 576 092                    | 14,24                        | 51 / 360                     | 4e                           | Likphai I (1992-1994), puis opposition (à partir de 1994) |                              |                              |                              |
| 1995       | Chawalit Yongchaiyut         | 6 806 621                    | 12,30                        | 57 / 391                     | 3e                           | Sinlapa-acha                                              |                              |                              |                              |
| 1996       | Chawalit Yongchaiyut         | 16 585 528                   | 29,14                        | 125 / 393                    | 1er                          | Yongchaiyut                                               |                              |                              |                              |
| 2001       | Chawalit Yongchaiyut         | 2 008 948                    | 7,02                         | 36 / 500                     | 4e                           | Shinawatra I                                              |                              |                              |                              |
| 2005       | Fusion / recréation du parti | Fusion / recréation du parti | Fusion / recréation du parti | Fusion / recréation du parti | Fusion / recréation du parti | Fusion / recréation du parti                              | Fusion / recréation du parti | Fusion / recréation du parti | Fusion / recréation du parti |
| 2006       | Élection annulée             | Élection annulée             | Élection annulée             | Élection annulée             | Élection annulée             | Élection annulée                                          | Élection annulée             | Élection annulée             | Élection annulée             |
| 2007       | Chingchai Mongkoltham        | 195 835                      | 186 017                      | 0,27                         | 0,51                         | 0 / 500                                                   | 14e                          | 11e                          |                              |
| 2011       | Chingchai Mongkoltham        | 21 195                       |                              | 0,08                         |                              | 0 / 500                                                   | 24e                          |                              |                              |
| 2014       | Élection annulée             | Élection annulée             | Élection annulée             | Élection annulée             | Élection annulée             | Élection annulée                                          | Élection annulée             | Élection annulée             | Élection annulée             |
| 2019       | Chingchai Mongkoltham        | 9 046                        |                              | 0,03                         |                              | 0 / 500                                                   | 51e                          |                              |                              |
| 2023       | Chingchai Mongkoltham        | 1 195                        | 10 891                       | 0,00                         | 0,03                         | 0 / 500                                                   | 12e                          | 18e                          |                              |